# Tobey Maguire
Tobias Vincent "Tobey" Maguire (sinh ngày 27 tháng 6 năm 1975) là một diễn viên và nhà sản xuất điện ảnh Mỹ. Anh đã bắt đầu sự nghiệp của mình vào cuối những năm 1980. Anh được biết đến nhiều nhất với vai diễn Peter Parker / Người Nhện trong bộ ba phim Spider-Man (2002–2007) của Sam Raimi cũng như thể hiện lại vai diễn này trong Spider-Man: No Way Home (2021), vai diễn này đã mang về cho anh Kỷ lục Guinness Thế giới về "sự nghiệp đóng vai một nhân vật Marvel lâu nhất" (cùng với Willem Dafoe với vai Norman Osborn / Green Goblin). Anh cũng tham gia diễn xuất trong các bộ phim như Pleasantville (1998), Ride with the Devil (1999), The Cider House Rules (1999), Wonder Boys (2000), Seabiscuit (2003), The Good German (2006), Tropic Thunder (2008), and Brothers (2009) và The Great Gatsby (2013).
Anh đã được đề cử cho giải Screen Actors Guild và Giải Quả cầu vàng và nhận được hai giải thưởng Saturn, trong đó có một cho Nam diễn viên chính xuất sắc nhất. Maguire thành lập công ty sản xuất của riêng mình vào năm 2012 có tên là Material Pictures và đồng sản xuất Good People cùng năm đó. Năm 2014, anh sản xuất và đóng vai chính Bobby Fischer trong Pawn Sacrifice.

## Đầu đời và gia đình
Maguire sinh ở Santa Monica, California, là con của một nữ thư ký mẫn cán và một người cha làm thợ xây dựng và đầu bếp, anh có 4 anh em cùng cha khác mẹ và cùng mẹ khác cha. Cha mẹ anh, một người 18 tuổi và một người 20 tuổi, đã không kết hôn tại thời điểm cậu sinh ra, hai người sau đó đã ly hôn khi Maguire lên 2 tuổi. Maguire trải qua thời thơ ấu di chuyển từ thành phố này qua thành phố khác, sống với mỗi bên cha hoặc mẹ và các thành viên khác của gia đình. Lúc trẻ anh mong một ngày được vào bếp với vai trò bếp trưởng tài năng và muốn ghi danh học một lớp kinh tế gia đình lúc cậu học lớp sáu. Mẹ cậu đã cho cậu 100 USD để đăng ký lớp học kịch thay vì học nấu ăn và cậu đã đồng ý.Việc chuyển trường liên tục đã bắt đầu ảnh hưởng đến tâm lý của Maguire. Cuối cùng, sau 1 lần chuyển trường khác, cậu đã quyết định nghỉ học để theo đuổi sự nghiệp diễn xuất. Năm 2000, Maguire đã nhận được tấm bằng GED, nói về những ngày còn ở trường học, "Tôi đã không làm gì ở trường; tôi có mặt ở đó, nhưng không góp phần gì cả."

## Sự nghiệp

### 1989–1995: Sự nghiệp ban đầu

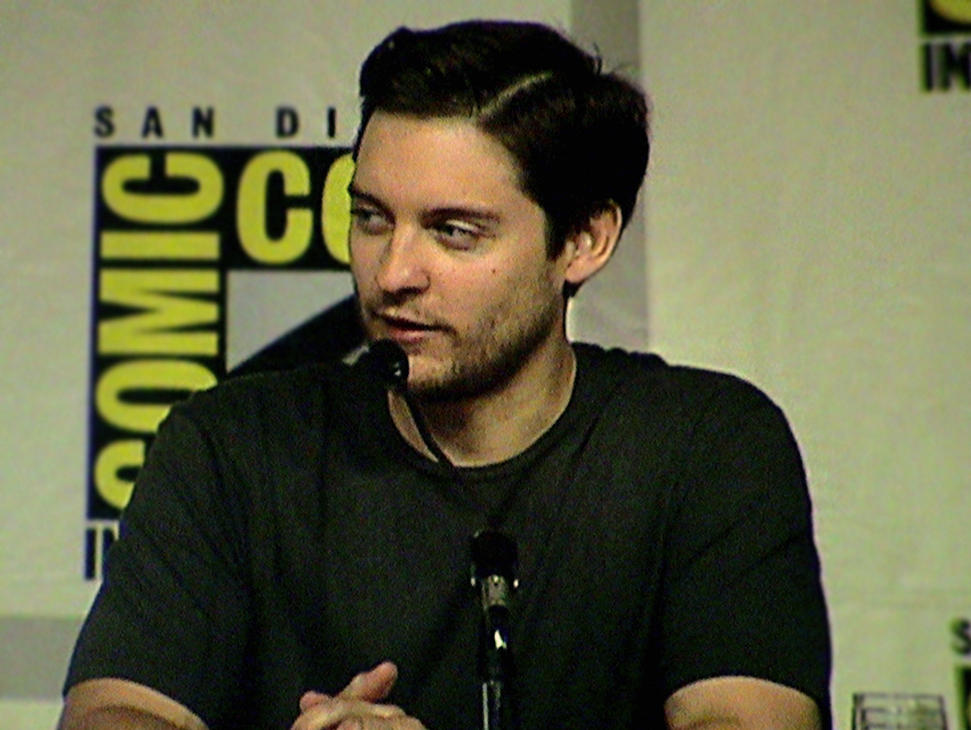
Maguire tại San Diego Comic-Con năm 2006.

Maguire xuất hiện lần đầu trong bộ phim The Wizard vào năm 1989. Anh đóng một trong những tay sai của Lucas Barton (một trong ba đấu thủ trong cuộc thi đấu video game).
Khởi nghiệp với những đoạn phim quảng cáo, dần dần Tobey trưởng thành hơn với việc xuất hiện trước ống kính máy quay và nhận được một số vai diễn nhỏ. Ban đầu, Maguire là diễn viên nhí trong những năm đầu thập niên 90, anh thường xuyên đóng những vai trẻ hơn tuổi thật của mình; cho đến năm 2002, Maguire vẫn đóng vai thiếu niên trong khi anh đã 25 tuổi.
Anh đã đóng nhiều phim quảng cáo và có nhiều vai trong các phim truyền hình và điện ảnh. Ạnh từng hợp tác với nhiều diễn viên như: Chuck Norris phim (Walker, Texas Ranger), Roseanne Barr vàTracey Ullman (phimTracey Takes On...). Cuối cùng, Maguire đã được chọn đóng vai chính trong phim truyền hình Great Scott của hãng Fox, nhưng phim này bị hoãn lại 5 tuần sau đó.
Trong nhiều buổi thử vai, Maguire đã tìm vai diễn cho mình cùng với diễn viên Leonardo DiCaprio. Hai người nhanh chóng trở thành bạn thân và thỏa thuận luôn giúp đỡ nhau tìm kiếm vai diễn trong các phim điện ảnh, truyền hình và các dự án khác của họ. Điển hình, cả hai cùng thử vai cho cùng vai diễn trong phim truyền hình vào năm 1990 Parenthood, phim dựa trên phim hài năm 1989 Parenthood. DiCaprio được chọn, và Maguire sau đó cũng đóng một vai khách mời nhờ vào sự tiến cử của DiCaprio. Trong phim điện ảnh năm 1993 This Boy's Life (diễn viên chính là Robert De Niro), DiCaprio nhận được vai diễn thời niên thiếu của nhân vật chính (điều trùng hợp ngẫy nhiên là, nhân vật đó cũng tên là "Toby") và Maguire đóng vai một trong những người bạn của Toby.

### 1995–2002:Pleasantville,Wonder BoysvàRide with the Devil
Vào giữa những năm 90, Maguire vẫn chăm chỉ làm việc, tuy nhiên anh bị cuốn vào lối sống ưa tiệc tùng cùng những anh bạn diễn viên tuổi teen đồng lứa. Vào năm 1995, Maguire đã yêu cầu đạo diễn Allan Moyle hủy vai diễn của anh trong phim điện ảnh Empire Records. Moyle đã đồng ý, và tất cả phân cảnh cảnh của Maguire đã bị xóa. Sau đó, Maguire tìm kiếm sự giúp đỡ việc cai nghiện rượu; vì anh từng là người nghiện rượu.
Sau khi chữa trị căn bệnh nghiện rượu, Con đường sự nghiệp Maguire đã thay đổi. Anh đã có những vai diễn mà cả anh và Dicapiro không bao giờ cạnh tranh cùng một vai diễn.
Với vai con trai của Kate Capshaw trong Griffin Dunne’s Duke of Groove đã giúp cậu tiến vào lĩnh vực điện ảnh. Phải 2 năm sau Tobey mới có cơ hội khẳng định tài năng của mình với The Ice Storm của đạo diễn Ang Lee dựa theo tiểu thuyết cùng tên của Ricky Moody. Tobey đã rất thành công với hình tượng anh chàng tuổi teen Paul Hood luôn bất mãn với cuộc đời. Vai diễn này giúp anh có được những vai chính trong các phim như: Pleasantville, The Cider House Rules, và Wonder Boys. Năm 1998, trong bộ phim Fear and Loathing in Las Vegas anh đóng một vai người đi quá giang xe, gặp Raoul Duke và Dr. Gonzo trên đường họ đi đến Las Vegas.
Năm 1999, trong phim Ride with the Devil, Maguire đóng vai Jakob Roedel, đóng cùng ca sĩ Jewel. Anh đóng vai con trai của một người nhập cư Đức, tham gia cùng với những người bạn ở miền nam trong nhóm cao bồi vùng Missouri, trả thù những kẻ hung bạo chống lại người dân Missouri.
Năm 2001, Maguire lồng tiếng cho chú chó săn Lou, trong phim điện ảnh gia đình Cats & Dogs. Năm 1999 đánh dấu bước ngoặt lớn trong sự nghiệp của Tobey với The Cider House Rules của đạo diễn Lasse Hallstrom. Bộ phim được đề cử 7 giải Oscar. Tài năng Tobey Maguire bắt đầu nở rộ. 

### 2002–2013:Spider-Man,SeabiscuitvàBrothers

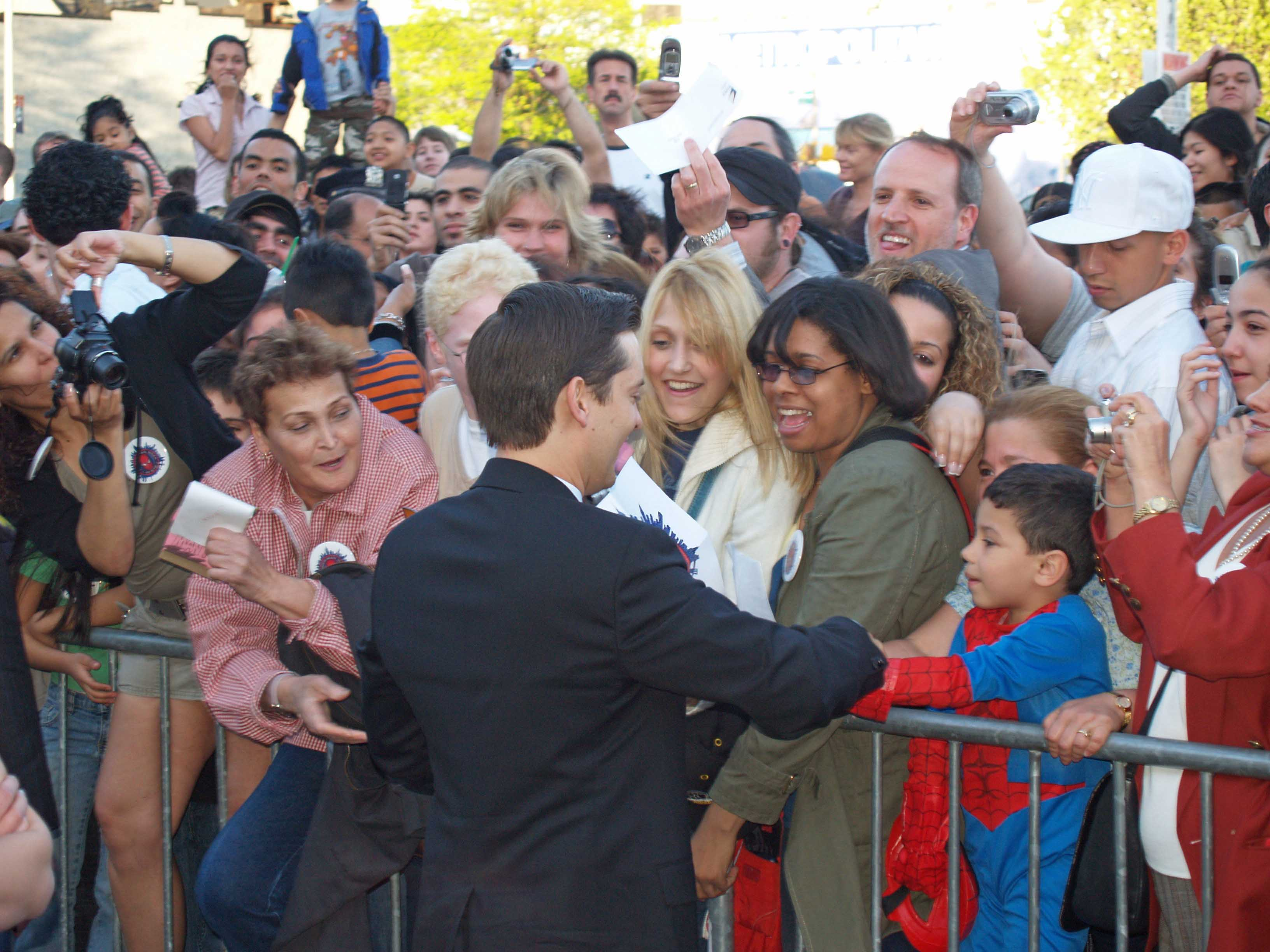
Maguire chào người hâm mộ tại buổi ra mắt Spider-Man 3.

Năm 2002, Maguire đóng vai chính trong Spider-Man, dựa trên siêu anh hùng cùng tên nổi tiếng của Marvel Comics. Bộ phim đã thành công rực rỡ và đưa anh trở thành một ngôi sao. Anh đã thể hiện lại vai diễn này trong các phần tiếp theo của Spider-Man 2 (2004) và Spider-Man 3 (2007), đồng thời cũng là người lồng tiếng cho Người Nhện cho các bộ phim chuyển thể từ trò chơi điện tử. Cả ba phim đều nằm trong danh sách những phim có doanh thu cao nhất mỗi năm. 
Màn trình diễn của anh ấy với tư cách là Người Nhện đã mang lại cho anh ấy một số đánh giá sáng giá. Mark Caro của Chicago Tribune đã viết rằng "với đôi mắt to tròn, có hồn, Maguire luôn có thể truyền tải cảm giác kinh ngạc và bản năng nói nhỏ cũng phục vụ anh ấy rất tốt ở đây." Do những phức tạp về kịch bản và sản xuất, bộ phim Spider-Man thứ tư được đề xuất đã không thành hiện thực. Sony's Columbia Pictures quyết định khởi động lại nhượng quyền thương mại. Bộ phim mới có tựa đề The Amazing Spider-Man, được phát hành vào ngày 3 tháng 7 năm 2012, với một diễn viên khác, Andrew Garfield, đóng vai chính. 
Maguire từng đóng vai chính là tay đua John M. "Red" Pollard trong Seabiscuit, kể về đường đua ngựa đua nổi tiếng Seabiscuit. Năm 2006, anh đóng vai phản diện đầu tiên là Hạ sĩ Patrick Tully, đối diện với George Clooney và Cate Blanchett trong The Good German của Steven Soderbergh, dựa trên tiểu thuyết cùng tên của Joseph Kanon. Anh ấy cũng là một nhà sản xuất với các khoản tín dụng sản xuất bao gồm Giờ thứ 25 (2002), Dù chúng ta làm (2003), và Seabiscuit (2003), mà anh ấy đảm nhiệm vai trò điều hành sản xuất.
Năm 2008, anh xuất hiện trong bộ phim hài hành động Tropic Thunder với vai một nhà sư đồng tính ở thế kỷ 18 với sự để mắt của anh về Cha O'Malley (Kirk Lazarus, nhân vật do Robert Downey, Jr. trong phim Tropic Thunder thủ vai) trong đoạn giới thiệu giả cho Satan's Alley. Anh ấy là người thay thế vai diễn này vào phút cuối, và do các cam kết đã lên lịch trước đó, anh ấy chỉ có thể có mặt trên phim trường trong hai giờ để quay các cảnh của anh ấy. Gần cuối Tropic Thunder, có thông tin tiết lộ rằng nhân vật của Maguire đã được đề cử giải Oscar cho Nam diễn viên chính xuất sắc nhất với bộ phim Satan's Alley, anh thua Tugg Speedman (Ben Stiller) với vai diễn trong Tropic Blunder, do Kirk Lazarus trình bày.
Năm 2009, anh đóng vai chính cùng với Jake Gyllenhaal và Natalie Portman trong bộ phim chiến tranh Brothers do Jim Sheridan đạo diễn với vai Sam Cahill, một tù nhân chiến tranh trở về từ Afghanistan và bắt đầu tin rằng vợ anh đã có quan hệ tình cảm với anh trai anh. Anh ấy đã nhận được sự hoan nghênh của giới phê bình và một đề cử Quả cầu vàng cho màn trình diễn của anh ấy trong phim. Về đề cử, Maguire nói, "Tôi không kỳ vọng gì về việc được đề cử, nhưng dù sao thì tôi cũng đang theo dõi. Vợ tôi và con trai tôi thực sự rất phấn khích. Tôi thực sự ngạc nhiên - tôi đã nói, 'Ồ, wow.' Và tôi không thể nghe thấy phần sau của tên mình. "  Maguire thua Jeff Bridgescho vai diễn trong Crazy Heart . 

### 2013–nay:The Great Gatsby,Pawn SacrificevàSpider-Man: No Way Home

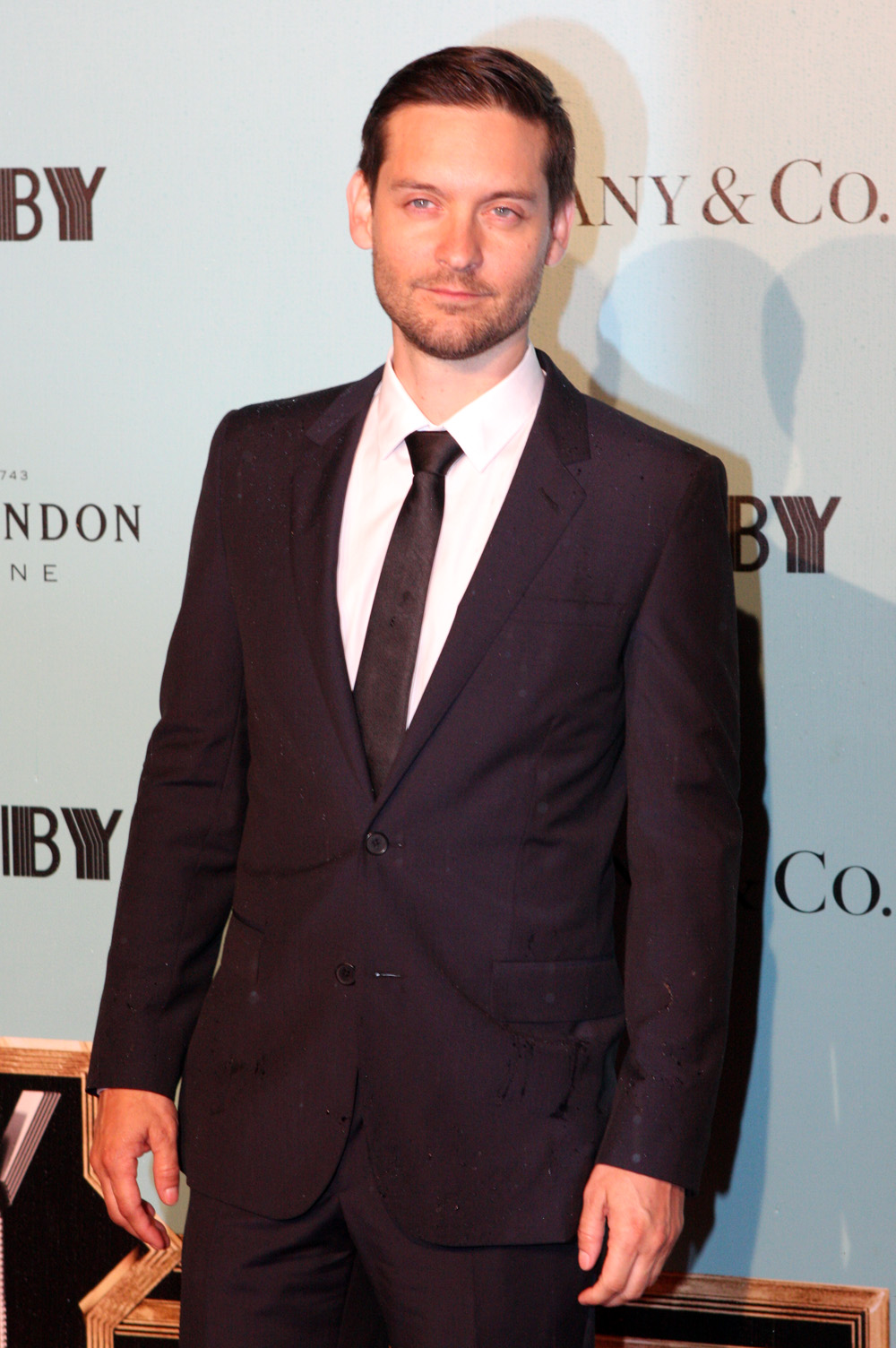
Maguire tại buổi ra mắt The Great Gatsby năm 2013.

Maguire và DiCaprio một lần nữa biểu diễn cùng nhau, trong bộ phim làm lại The Great Gatsby (2013) của Baz Luhrmann; DiCaprio đóng vai chính, trong khi Maguire đóng vai người kể chuyện, Nick Carraway. 
Năm 2012, Maguire là đồng sản xuất của Good People. Cùng năm đó, anh cũng thành lập công ty sản xuất của riêng mình, Material Pictures, đảm bảo nguồn tài chính độc lập vào năm 2013 để giúp công ty sản xuất nhiều phim truyện hơn. 
Bộ phim tiếp theo của anh, Pawn Sacrifice (2015), cũng do Material Pictures đồng sản xuất. Đó là một bộ phim kinh dị về Chiến tranh Lạnh dựa trên câu chuyện có thật về thần đồng cờ vua người Mỹ Bobby Fischer, do Maguire thủ vai. Bộ phim kể chi tiết các sự kiện dẫn đến và bao gồm cả giải vô địch cờ vua thế giới năm 1972, khi Fischer thách đấu với kiện tướng cờ vua Liên Xô và nhà vô địch thế giới, Boris Spassky, do Liev Schreiber thủ vai. Nó nhận được hầu hết các đánh giá tích cực. Maguire tái hợp với Alec Baldwin sau Cats & Dogs (2001) trong bộ phim hoạt hình The Boss Baby (2017), nơi anh lồng tiếng cho phiên bản trưởng thành của Tim Templeton. 
Maguire thể hiện lại vai diễn Peter Parker / Người Nhện trong bộ phim của Vũ trụ Điện ảnh Marvel Spider-Man: No Way Home (2021), cùng với những người kế nhiệm Tom Holland và Andrew Garfield. Anh ấy sẽ xuất hiện trong bộ phim tổng hợp Babylon của Damien Chazelle, nơi anh ấy cũng sẽ đóng vai trò là nhà sản xuất điều hành. 

## Cuộc sống cá nhân

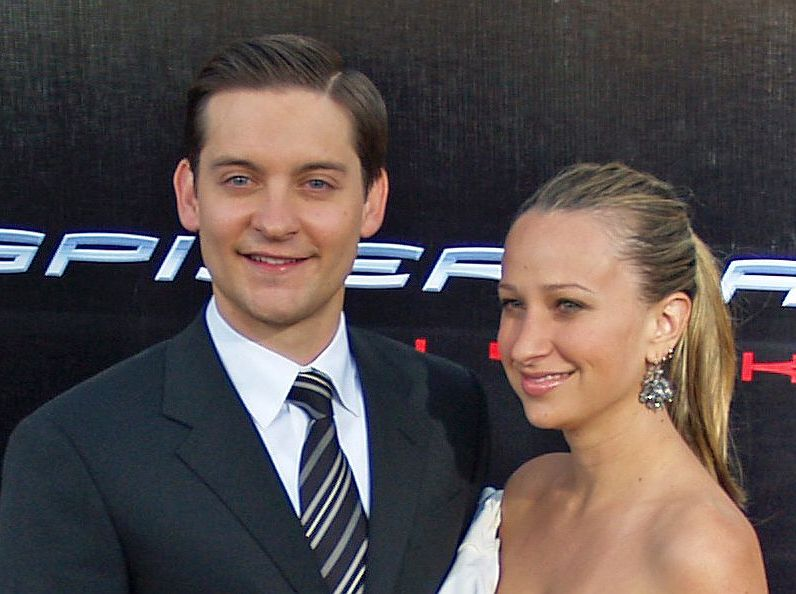
Maguire và vợ cũ Jenifer Meyer tại lễ ra mắt phim Spider-Man 3 năm 2007.

Maguire từng là người ăn chay kể từ năm 1992 và trở thành người ăn chay trường vào năm 2009. Năm 2002, Tạp chí PETA tuyên bố anh là người ăn chay gợi cảm nhất thế giới. Anh thường có những thay đổi trong chế độ ăn uống để tăng hoặc giảm cân cho các vai diễn điện ảnh của mình. Chẳng hạn, anh đã đột ngột giảm cân để thực hiện Seabiscuit, nhưng ngay sau đó lại phải tăng cân nhanh chóng để đóng Người nhện 2.
Trong một bài báo của tạp chí Premiere, Sam Raimi đã xác nhận tin đồn trong thời gian dài giữa Maguire và bạn diễn của anh trong phim người nhện Kirsten Dunst có điều gì đó trong suốt quá trình quay người nhện phần đầu vào năm 2001. Như Raimi giải thích với tạp chí: "Tôi trông thật ngớ ngẩn, bởi vì tôi đã gặp họ dùng buổi tối vào một đêm trong quá trình quay phim để nói chuyện về cảnh quay của ngày hôm sau. Và tôi đi, Ok, đó là buổi họp mặt, và sau đó tôi hỏi Kirsten, tôi có thể đưa cô về nhà, và họ nhìn nhau, và cô ấy nói, không, không, tôi sẽ chơi game Touch 10 với Tobey. Tôi không biết, đó là một game nào đó. Tôi nghĩ, thật kỳ lạ, cô ấy phải làm việc ngày mai.'"
Maguire gặp Jennifer Meyer vào năm 2003 khi anh quay bộ phim Seabiscuit ở Universal Studios,và đã đính hôn vào tháng 4 năm 2006. Con gái của họ Ruby Sweetheart Maguire chào đời vào ngày 10 tháng 11 năm 2006. Hai người đã kết hôn vào ngày 3 tháng 9 năm 2007 tại Kona, Hawaii. Đứa con thứ hai của họ, Otis Tobias Maguire chào đời ngày 8 tháng 5 năm 2009. Vào ngày 18 tháng 10 năm 2016, cặp đôi tuyên bố ly thân sau 9 năm chung sống. Năm 2020, Meyer đệ đơn ly hôn. 
Maguire thường chơi bóng rổ với bạn bè và tổ chức các trận đấu hàng tuận vào thứ 7 khi không quay phim ở LA. Anh cũng thích xem bóng rổ, đặc biệt là đội Los Angeles Lakers, và thường đi xem với vợ.

## Danh sách phim

### Điện ảnh

#### Diễn viên
| Năm  | Phim                           | Vai diễn                                     | Ghi chú |
| ---- | ------------------------------ | -------------------------------------------- | --- |
| 1989 | The Wizard                     | Goon                                         | |
| 1993 | This Boy's Life                | Chuck Bolger                                 | |
| 1994 | Healer                         | Teenager                                     | |
| 1994 | Revenge of the Red Baron       | Jimmy Spencer                                | |
| 1994 | S.F.W.                         | Al                                           | |
| 1995 | Empire Records                 | Andre                                        | Các cảnh quay trong phim đã bị cắt. |
| 1996 | Joyride                        | J.T.                                         | |
| 1997 | The Ice Storm                  | Paul Hood                                    | |
| 1997 | Deconstructing Harry           | Harvey Stern / Harry's character             | |
| 1998 | Fear and Loathing in Las Vegas | The Hitchhiker                               | |
| 1998 | Pleasantville                  | David                                        | Saturn Award diễn viên trẻ xuất sắc nhất |
| 1999 | Ride with the Devil            | Jake Roedel                                  | |
| 1999 | The Cider House Rules          | Homer Wells                                  | Đề cử – Screen Actors Guild Award for diễn xuất xuất sắc                                                                                              |
| 2000 | Wonder Boys                    | James Leer                                   | - Toronto Film Critics Association Award cho diễn viên phụ xuất sắc nhất - Đề cử – Phoenix Film Critics Society Award cho diễn viên phụ xuất sắc nhất |
| 2001 | Don's Plum                     | Ian                                          | |
| 2001 | Cats & Dogs                    | Lou the Beagle                               | Lồng tiếng |
| 2002 | Spider-Man                     | Peter Parker / Người Nhện                    | - MTV Movie Award cho nụ hôn đẹp nhất - Đề cử– MTV Movie Award cho diễn xuất xuất sắc nhất - Đề cử – Saturn Award cho diễn viên xuất sắc nhất         |
| 2003 | Seabiscuit                     | Red Pollard                                  | - nhà sản xuất kiêm diễn viên chính - Đề cử – Screen Actors Guild Award cho diễn xuất xuất sắc                                                        |
| 2004 | Spider-Man 2                   | Peter Parker / Người Nhện                    | Saturn Award cho diễn viên chính xuất sắc nhất |
| 2006 | The Good German                | Corporal Patrick Tully                       | |
| 2007 | Spider-Man 3                   | Peter Parker / Người Nhện                    | Đề cử – MTV Movie Award cho Best Fight (với James Franco)                                                                                             |
| 2008 | Tropic Thunder                 | Chính mình                                   | Uncredited |
| 2009 | Brothers                       | Sam Cahill                                   | - Đề cử – Golden Globe Award for Best Actor – Motion Picture Drama - Đề cử– Saturn Award for Best Actor - Đề cử – Prism Award cho giải diễn xuất      |
| 2011 | The Details                    | Jeff Webber                                  | |
| 2013 | The Great Gatsby               | Nick Carraway                                | |
| 2013 | Labor Day                      | Henry Wheeler trưởng thành                   | |
| 2014 | Pawn Sacrifice                 | Bobby Fischer                                | Kiêm nhà sản xuất |
| 2017 | The Boss Baby                  | Tim Templeton trưởng thành (người kể chuyện) | Lồng tiếng |
| 2021 | Spider-Man: No Way Home        | Peter Parker / Người Nhện                    | |
| 2022 | Babylon                        | TBA                                          | Kiêm nhà sản xuất |

#### Nhà sản xuất
| Năm  | Tiêu đề                  | Ghi chú                |
| ---- | ------------------------ | ---------------------- |
| 2002 | The 25th Hour            | Nhà sản xuất           |
| 2003 | Whatever We Do           | Nhà điều hành sản xuất |
| 2003 | Seabiscuit               | Nhà sản xuất           |
| 2011 | Country Strong           | Nhà sản xuất           |
| 2011 | Seeking Justice          | Nhà sản xuất           |
| 2012 | Rock of Ages             | Nhà sản xuất           |
| 2014 | Good People              | Nhà sản xuất           |
| 2014 | Pawn Sacrifice           | Nhà sản xuất           |
| 2015 | Z for Zachariah          | Nhà sản xuất           |
| 2016 | The 5th Wave             | Nhà sản xuất           |
| 2019 | Brittany Runs a Marathon | Nhà sản xuất           |
| 2019 | Get Duked!               | Nhà sản xuất           |
| 2019 | The Best of Enemies      | Nhà sản xuất           |
| 2020 | The Violent Heart        | Nhà sản xuất           |
| 2021 | Nobody                   | Nhà điều hành sản xuất |
| 2022 | Babylon                  | Nhà điều hành sản xuất |

### Truyền hình
| Năm  | Tiêu đề                                             | Vai diễn               | Ghi chú                          |
| ---- | --------------------------------------------------- | ---------------------- | -------------------------------- |
| 1989 | Rodney Dangerfield: Opening Night at Rodney's Place | Chàng trai số 3        | Phim truyền hình                 |
| 1990 | Tales from the Whoop: Hot Rod Brown Class Clown     | Hot Rod Brown          | Phim truyền hình                 |
| 1990 | 1st & Ten                                           | Chad                   | Tập: "If I Didn't Play Football" |
| 1990 | Blossom                                             | Chàng trai không tên   | Tập: "Sex, Lies, & Teenagers"    |
| 1991 | Eerie, Indiana                                      | Tripp McConnell        | Tập: "The Dead Letter"           |
| 1991 | Roseanne                                            | Jeff                   | Tập: "Valentine's Day"           |
| 1992 | Wild & Crazy Kids                                   | Chính mình             | Quảng bá cho Great Scott!        |
| 1992 | Great Scott!                                        | Scott Melrod           | 13 tập                           |
| 1994 | Walker, Texas Ranger                                | Duane Parsons          | "The Prodigal Son"               |
| 1994 | Spoils of War                                       | Martin                 | Phim truyền hình                 |
| 1994 | A Child's Cry for Help                              | Peter Lively           | Phim truyền hình                 |
| 1996 | Seduced by Madness                                  | Chuck Borchardt        | Phim truyền hình                 |
| 1996 | Duke of Groove                                      | Rich Cooper            | Phim truyền hình                 |
| 2000 | Saturday Night Live                                 | Người dẫn chương trình | Tập: "Tobey Maguire / Sisqo"     |
| 2014 | The Spoils of Babylon                               | Devon                  | 6 tập kiêm nhà sản xuất          |
| TBA  | Extrapolations                                      | Nic                    | Series sắp tới                   |

## Trò chơi điện tử
| Năm  | Tên phim                       | Vai Diễn                  | Ghi chú    |
| ---- | ------------------------------ | ------------------------- | ---------- |
| 2002 | Spider-Man                     | Peter Parker / Người Nhện | Lồng tiếng |
| 2004 | Spider-Man 2                   | Peter Parker / Người Nhện | Lồng tiếng |
| 2007 | Spider-Man 3                   | Peter Parker / Người Nhện | Lồng tiếng |
| 2011 | Call of Duty: Modern Warfare 3 | Sgt. Daniel McCoy         | Lồng tiếng |

## Giải thưởng
| Association                                 | Year | Category                                              | Nominated Work        | Result    |
| ------------------------------------------- | ---- | ----------------------------------------------------- | --------------------- | --------- |
| Black Reel Awards                           | 2003 | Best Film                                             | 25th Hour             | Đề cử     |
| CinEuphoria Awards                          | 2011 | Best Actor – International Competition                | Brothers              | Đoạt giải |
| Empire Awards                               | 2005 | Best Actor                                            | Spider-Man 2          | Đề cử     |
| Golden Globe Awards                         | 2010 | Best Actor in a Motion Picture – Drama                | Brothers              | Đề cử     |
| Golden Schmoes Awards                       | 2002 | Favorite Celebrity of the Year                        | —                     | Đề cử     |
| Kid's Choice Awards                         | 2003 | Favorite Male Butt Kicker                             | Spider-Man            | Đề cử     |
| Kid's Choice Awards                         | 2005 | Favorite Movie Actor                                  | Spider-Man 2          | Đề cử     |
| MTV Movie + TV Awards                       | 2003 | Best Male Performance                                 | Spider-Man            | Đề cử     |
| MTV Movie + TV Awards                       | 2003 | Best Kiss                                             | Spider-Man            | Đoạt giải |
| MTV Movie + TV Awards                       | 2005 | Best Hero                                             | Spider-Man 2          | Đề cử     |
| MTV Movie + TV Awards                       | 2008 | Best Fight                                            | Spider-Man 3          | Đề cử     |
| National Movie Awards                       | 2007 | Best Performance by a Male                            | Spider-Man 3          | Đề cử     |
| Online Film & Television Association Awards | 2001 | Best Supporting Actor                                 | Wonder Boys           | Đề cử     |
| People's Choice Awards                      | 2005 | Favorite Male Action Movie Star                       | Spider-Man 2          | Đề cử     |
| People's Choice Awards                      | 2005 | Favorite On-Screen Chemistry                          | Spider-Man 2          | Đề cử     |
| People's Choice Awards                      | 2008 | Favorite On-Screen Match-Up                           | Spider-Man 3          | Đề cử     |
| Phoenix Film Critics Society Awards         | 2001 | Best Actor in a Supporting Role                       | Wonder Boys           | Đề cử     |
| Prism Awards                                | 2010 | Performance in a Feature Film                         | Brothers              | Đề cử     |
| Saturn Awards                               | 1999 | Best Younger Actor/Actress                            | Pleasantville         | Đoạt giải |
| Saturn Awards                               | 2003 | Best Actor                                            | Spider-Man            | Đề cử     |
| Saturn Awards                               | 2005 | Best Actor                                            | Spider-Man 2          | Đoạt giải |
| Saturn Awards                               | 2010 | Best Actor                                            | Brothers              | Đề cử     |
| Screen Actors Guild Awards                  | 2000 | Outstanding Performance by a Cast in a Motion Picture | The Cider House Rules | Đề cử     |
| Screen Actors Guild Awards                  | 2004 | Outstanding Performance by a Cast in a Motion Picture | Seabiscuit            | Đề cử     |
| SFX Awards                                  | 2003 | Best SF or Fantasy Film Actor                         | Spider-Man            | Đề cử     |
| Spike Video Game Awards                     | 2004 | Best Performance by a Male                            | Spider-Man 2          | Đề cử     |
| Tallinn Black Nights Film Festival          | 2019 | Best Youth Film                                       | Get Duked!            | Đoạt giải |
| Teen Choice Awards                          | 2000 | Choice Movie Actor                                    | The Cider House Rules | Đề cử     |
| Teen Choice Awards                          | 2000 | Choice Movie: Liar                                    | Wonder Boys           | Đề cử     |
| Teen Choice Awards                          | 2002 | Choice Movie Actor: Drama/Action-Adventure            | Spider-Man            | Đoạt giải |
| Teen Choice Awards                          | 2002 | Choice Movie: Chemistry                               | Spider-Man            | Đề cử     |
| Teen Choice Awards                          | 2002 | Choice Movie: Liplock                                 | Spider-Man            | Đoạt giải |
| Teen Choice Awards                          | 2007 | Choice Movie Actor: Action/Adventure                  | Spider-Man 3          | Đề cử     |
| Teen Choice Awards                          | 2007 | Choice Movie: Liplock                                 | Spider-Man 3          | Đề cử     |
| Teen Choice Awards                          | 2007 | Choice Movie: Dance                                   | Spider-Man 3          | Đề cử     |
| Teen Choice Awards                          | 2007 | Choice Movie: Rumble                                  | Spider-Man 3          | Đề cử     |
| Teen Choice Awards                          | 2010 | Choice Movie Actor: Drama                             | Brothers              | Đề cử     |
| Toronto Film Critics Association Awards     | 2000 | Best Supporting Performance – Male                    | Wonder Boys           | Đoạt giải |
| Young Artist Awards                         | 1993 | Best Young Actor in a New Television Series           | Great Scott!          | Đề cử     |

1. 1 2 3 4 5 6  Shared with Kirsten Dunst
2. ↑  Shared with James Franco
3. ↑  Shared with James Franco, Topher Grace & Thomas Haden Church